# Tatobity
Tatobity är en ort i Tjeckien. Den ligger i den centrala delen av landet, 80 km nordost om huvudstaden Prag. Tatobity ligger 400 meter över havet och antalet invånare är 530.
Terrängen runt Tatobity är kuperad åt nordost, men åt sydväst är den platt. Runt Tatobity är det ganska tätbefolkat, med 96 invånare per kvadratkilometer. Närmaste större samhälle är Jablonec nad Nisou, 18,5 km norr om Tatobity. Omgivningarna runt Tatobity är en mosaik av jordbruksmark och naturlig växtlighet.